# Ukrainas olympiska kommitté

Ukrainas olympiska kommitté är en ideell organisation som representerar Ukrainska idrottare i Internationella olympiska kommittén. UOK grundades 1990. Organisationen har sitt säte i Kiev i centrala Ukraina.

## Presidenter
- Valerij Borzov 1990-1998
- Ivan Fedorenko 1998-2002
- Viktor Janukovytj 2002-2005
- Sergej Bubka 2005–